# Cortinarius atrolazulinus
Cortinarius atrolazulinus är en svampart som beskrevs av M.M. Moser 1987. Cortinarius atrolazulinus ingår i släktet Cortinarius och familjen spindlingar.   Inga underarter finns listade i Catalogue of Life.